# Serhat Akın
Pour les articles homonymes, voir Akın.
 (novembre 2018).
Si vous disposez d'ouvrages ou d'articles de référence ou si vous connaissez des sites web de qualité traitant du thème abordé ici, merci de compléter l'article en donnant les références utiles à sa vérifiabilité et en les liant à la section « Notes et références ».
Serhat Akın est un footballeur international turc né à Karlsruhe en Allemagne, le 5 juin 1981.

## Biographie
Il commence sa carrière à Karlsruhe, en 2000 il signe au Fenerbahçe où il restera jusqu'en juin 2005 lorsqu'il est transféré au RSC Anderlecht sur base de l'arrêt Bosman.
Akın est un attaquant international turc qui mise son jeu sur sa grande vitesse et il signe ses buts en mettant ses doigts en mimant un taureau d'où son surnom de « Taureau de Kadıköy ».
Il possède un contrat allant jusqu'en 2008. Souvent blessé pendant la dernière saison, barré en attaque par Mémé Tchité et Nicolas Frutos, il part en prêt à Cologne en D2 allemande, division dont le leader est son premier club, Karlsruhe.
Par la suite, Serhat Akın signe un contrat en faveur du club turc de Kocaelispor. Il y reste une saison et quitte prématurément le club qui n'était plus en mesure de payer son salaire.
Après un retour aussi bref que laborieux[réf. nécessaire] au Karlsruher SC, le joueur retourne en Turquie pour porter les couleurs du Turgutluspor, club de troisième division entraîné par l'ancien international turc Yusuf Şimşek.

## Palmarès
- Fenerbahçe SK
  - Champion de Turquie en 2001, 2004 et 2005.

- RSC Anderlecht
  - Champion de Jupiler Pro League en 2006 et 2007.
  - Vainqueur de la Coupe de Belgique en 2008.
  - Vainqueur de la Supercoupe de Belgique en 2006 et 2007.